# Rhodochlora ustimargo
Rhodochlora ustimargo là một loài bướm đêm trong họ Geometridae.